# اریک سیده-لسن
اریک سیده-لسن (دانمارکی: Erik Sætter-Lassen; ۱۵ ژوئیهٔ ۱۸۹۲ – ۲۴ دسامبر ۱۹۶۶) تیرانداز اهل دانمارک بود.
وی در مسابقات کشوری و بین‌المللی در مجموع برندهٔ ۱ مدال طلا شده‌است.